# Położenie
Położenie – wielkość fizyczna określająca umiejscowienie danego ciała w przestrzeni względem wybranego układu współrzędnych. Wielkość ta, w zależności od kontekstu, w jakim jest użyta, może występować jawnie jako wektorowa wielkość fizyczna określająca kierunek i odległości danego obiektu od wybranego punktu odniesienia, który umiejscawia się zwykle w początku układu współrzędnych. Wówczas wektor punktu odniesienia do tego ciała nosi nazwę wektora wodzącego.
W sytuacjach, które nie wymagają stosowania notacji wektorowej, położenie utożsamiane jest ze współrzędnymi wybranego punktu ciała w układzie współrzędnych. W zależności od rodzaju sytuacji fizycznej, określenie położenia wymaga wówczas podania jednej, dwóch lub trzech liczb będących współrzędnymi ciała.
Położenie może być też określane w sposób pośredni, bez wprowadzania explicite układu odniesienia, poprzez charakterystykę względnego położenia ciał, np. jak w zdaniu „trzy ładunki równoodległe od siebie”. Zdanie to jednoznacznie definiuje względne położenie trzech ciał.